# Нагасіма (Кагосіма)

Нагасіма (яп. 長島町, ながしまちょう, наґасіма тьо) — містечко в Японії, у рівнічно-західній частині префектури Кагосіма, на острові Нагасіма та прилеглих до нього островах.